# Эрфуртский союз
Эрфуртский союз (нем. Erfurter Union, известен также как Прусская уния) — кратковременный союз германских государств на условиях федерации, предложенной Королевством Пруссия в Эрфурте, для которого Эрфуртский союзный парламент (нем. Erfurter Unionsparlament), просуществовавший с 20 марта по 29 апреля 1850 года, был открыт в бывшем монастыре августинцев в Эрфурте. Союз так и не был окончательно оформлен и был серьёзно подорван Ольмюцким соглашением (29 ноября 1850 г .; также называемого Ольмюцким унижением) под огромным давлением Австрийской империи. Союз был попыткой Пруссии в 1849/50 году заменить Германскую Конфедерацию немецким национальным государством.

## Концепция Союза
Во время революций 1848 года Германская Конфедерация, в которой доминировали австрийцы, была распущена, и Франкфуртское собрание стремилось установить новые конституции для множества немецких государств. Однако усилия закончились крахом Ассамблеи после того, как король Фридрих Вильгельм IV отказался от германской короны. Прусское правительство под влиянием генерала Йозефа Марии фон Радовица, стремившегося объединить земельные классы против угрозы господству юнкеров, воспользовалось возможностью инициировать новую германскую федерацию под верховенством Гогенцоллернов. В то же время Фридрих Вильгельм IV удовлетворил требования своего народа о конституции, также согласившись стать лидером объединённой Германии.

## История
За год до съезда парламента Эрфуртского союза, 26 мая 1849 года, был заключён союз трёх королей между Пруссией, Саксонией и Ганновером, два последних из которых прямо оговорились о выходе, если все другие княжества, за исключением Австрии, не присоединятся. Из этого договора вытекала прусская политика слияния, а отсюда и честолюбие Эрфуртского союза, который в своем учреждении отказался от всеобщего и равного избирательного права в пользу традиционного трёхклассового избирательного права. Однако сама конституция должна была вступить в силу только после пересмотра и ратификации рейхстагом, а также одобрения участвующих правительств. 150 бывших либеральных депутатов германского национального собрания присоединились к проекту на собрании в Готе 25 июня 1849 г., а к концу августа 1849 года почти все (двадцать восемь) княжеств признали конституцию Рейха и присоединились к Союзу, в разной степени из-за давления Пруссии.
Несмотря на это, выборы в парламент Эрфурта, состоявшиеся в январе 1850 г., получили очень мало народной поддержки или даже признания. Демократы повсеместно бойкотировали выборы, и при участии в выборах ниже 50 % Саксония и Ганновер осуществили свою оговорку о выходе из Союза трёх королей. В конце концов ни одно правительство не согласилось с конституцией, и хотя документ был с готовностью принят Готской партией (кстати, потерпевшей небольшое поражение на выборах), он так и не вступил в силу. Эрфуртский парламент так и не был создан.
Тем временем Австрия, преодолев свои трудности — падение Меттерниха, отречение Фердинанда I и конституционные мятежи в Италии и Венгрии — начала новое активное сопротивление союзному плану Пруссии. Выход саксонцев и ганноверцев из союза с Пруссией также можно частично объяснить поддержкой Австрии. Вена задумала восстановить Германскую Конфедерацию, напомнив о немецком сейме, и сплотила прусскую знать, феодально-корпоративные и антинациональные группы вокруг прусского генерала Людвига Фридриха Леопольда фон Герлаха, чтобы все более успешно противостоять политике Союза.
В самой Пруссии конгресс князей, состоявшийся в Берлине в мае 1850 г., прямо высказался против введения конституции в данный момент. После ослабления воли прусского короля (и его министров) к объединению Германии влияние Радовица уменьшилось. Союзная политика Пруссии была ещё больше ослаблена призывами Австрии к восстановлению Федерального собрания во Франкфурте в сентябре того же года.
К осени того же года конфликт между Пруссией и Австрией обострился, поскольку разногласия по вопросу о федеральных казнях в Гольштейне (спор с Данией) и электоратом Гессена почти переросли в военный конфликт. С 1848 г. австрийцы были в союзе с Российской империей; после того, как берлинское правительство отказало австрийским требованиям на Варшавской конференции 28 октября 1850 г., испортившиеся отношения ещё больше ухудшились после заявления Пруссии 5 ноября о том, что она мобилизует свою армию и готовится к войне в ответ на войска Германской Конфедерации. наступление на электорат Гессен. Войны удалось избежать, когда прусские лидеры, тесно связанные с дворянством, поддержали Герлаха вместе с Прусской консервативной партией, неофициально известной как Kreuzzeitungspartei в честь газеты Kreuzzeitung, которая поддерживала Австрию, выступая за возвращение в Конфедерацию.
29 ноября 1850 г. между Австрией и Пруссией с участием России были заключены Ольмюцкие соглашения. Договор, который многие рассматривали как унизительную капитуляцию со стороны Пруссии перед венским Хофбургом, предусматривал подчинение Пруссии Конфедерации, изменение курса на демобилизацию, согласие участвовать во вмешательстве германского сейма в Гессен и Гольштейн и отказ от любого возобновления её профсоюзной политики и, следовательно, отказа от Эрфуртского союза.
Ольмюцкие соглашения были последней крупной победой Австрии в борьбе с Пруссией за гегемонию в Германии. Хотя в мае 1851 года государства — члены «Прусской унии» вновь вошли в союзное собрание, продолжавшееся обострение австро-прусских противоречии привело в 1866 году к австро-прусской войне, образованию Северо-Германского союза 1867—1870, в результате чего Ольмюцкие соглашения утратили силу.